# Xã Madison, Quận Howard, Arkansas
Xã Madison (tiếng Anh: Madison Township) là một xã thuộc quận Howard, tiểu bang Arkansas, Hoa Kỳ. Năm 2010, dân số của xã này là 1.564 người.